# Epilobium glaciale
Epilobium glaciale är en dunörtsväxtart som beskrevs av John Earle Raven. Epilobium glaciale ingår i släktet dunörter, och familjen dunörtsväxter. Inga underarter finns listade i Catalogue of Life.